# Live in London (album Deep Purplea)
Live In London uživo je album britanskog hard rock sastava Deep Purple, kojeg 1982. godine objavljuje diskografska kuća 'Harvest Records'.
Materijal je zabilježen 22. svibnja 1974. godine u Kilburnu State Gaumontu u BBC-voj radio emisiji, ali snimka nije objavljena do 1982. godine. Skladbe je izvela Purpleova postava MK III, Blackmore, Coverdale, Hughes, Lord i Paice, tijekom svoje turneje za studijski album Burn.

## Popis pjesama
Sve pjesme napisali su David Coverdale, Ritchie Blackmore, Glenn Hughes*, Jon Lord i Ian Paice, osim gdje je drugačije naznačeno. 

(*) Glenn Hughes dodan je na izdanju iz 2007. godine.

### Original release on vinyl
1. "Burn" - 6:58
2. "Might Just Take Your Life" - 4:51
3. "Lay Down, Stay Down" - 5:11
4. "Mistreated" (Coverdale, Blackmore) - 11:34
5. "Smoke on the Water" (Ian Gillan, Blackmore, Roger Glover, Lord, Paice) - 10:33
6. "You Fool No One" - 18:14

### 2007. 2CD

#### Disk prvi
1. "Burn"  - 7:46
2. "Might Just Take Your Life" - 5:17
3. "Lay Down, Stay Down" - 5:29
4. "Mistreated" (Coverdale, Blackmore) - 15:28
5. "Smoke on the Water" (Gillan, Blackmore, Glover, Lord, Paice) - 9:14

#### Disk drugi
1. "You Fool No One" - 20:23
2. "Space Truckin'" (Gillan, Blackmore, Glover, Lord, Paice) - 31:03

Dvostruko CD izdanje, 3. rujna 2007. godine, objavljuje u cijelosti diskografska kuća 'EMI', za Europu i neka druga tržišta, osim američkog.

## Izvođači
- David Coverdale - prvi vokal
- Ritchie Blackmore - gitara
- Glenn Hughes - bas-gitara, vokal
- Jon Lord - klavijature
- Ian Paice - bubnjevi

### Produkcija
- Producent - Deep Purple
- Projekcija – Martin Birch
- Originalni remastering albuma - Peter Mew

## Vanjske poveznice
- Allmusic.com - Deep Purple - Live In London